# Harzandi
Harzandi (Tati: هرزندی) oder Harzani (هرزنی) ist ein Dialekt der Tati-Sprache, der in den nördlichen Regionen der iranischen Provinz Ostasarbaidschan gesprochen wird. Es ist ausschließlich eine mündliche Sprache und ein Nachkomme der altaserbaidschanischen Sprache (Iranisch-Azeri), die aufgrund der Verbreitung des turkischen Aserbaidschanisch in der Region seit langem fast ausgestorben ist. Harzandi wird von rund 28.000 Sprechern gesprochen.

## Zahlen
Es gibt starke Ähnlichkeiten mit anderen iranischen Sprachen (z. B. Kurdisch, Masanderanisch oder Persisch), bei den Zahlen Zwei, Neun und Zehn auch mit europäischen Sprachen wie Deutsch oder Latein. Bei den Zahlen gibt es keinerlei Ähnlichkeiten mit dem modernen turkischen Aserbaidschanisch.
| 1.  | i     | 11. | doh-o-i            | 21. | vist-o-i     | 40.   | t͡ʃel          |
| 2.  | de    | 12. | doh-o-de / dozde   | 22. | vist-o-de    | 50.   | pind͡ʒe        |
| 3.  | here  | 13. | doh-o-here         | 23. | vist-o-heri  | 60.   | ʃeʃt          |
| 4.  | t͡ʃö   | 14. | doh-o-t͡ʃö / t͡ʃördæ | 24. | vist-o-t͡ʃö   | 70.   | hæftö         |
| 5.  | pind͡ʒ | 15. | doh-o-pind͡ʒ / puzæ | 25. | vist-o-pind͡ʒ | 80.   | hæʃtö         |
| 6.  | ʃoʃ   | 16. | doh-o-ʃoʃ          | 26. | vist-o-ʃoʃ   | 90.   | soj-i-doh-kim |
| 7.  | hoft  | 17. | doh-o-hoft         | 27. | vist-o-hoft  | 100.  | soj / sæ      |
| 8.  | hæft  | 18. | doh-o-hæft / hæʒdæ | 28. | vist-o-hæft  | 200.  | de sæ         |
| 9.  | nov   | 19. | doh-o-nov          | 29. | vist-o-nov   | 1000. | hæzo          |
| 10. | doh   | 20. | vist               | 30. | si           | 2000. | de-hæzo       |